# استیون برکوویتز
استیون برکوویتز (انگلیسی: Steven Berkowitz؛ زادهٔ ۴ سپتامبر ۱۹۵۸) مدیر کارآفرین اهل ایالات متحده آمریکا است.
وی همچنین برندهٔ جوایزی همچون مدال ملی فناوری و نوآوری شده‌است.